# Duruelo de la Sierra
Duruelo de la Sierra là một đô thị ở tỉnh Soria, Castile and León, Tây Ban Nha. Theo điều tra dân số năm 2004 của INE, đô thị này có dân. Đô thị có diện tích 44,84 km2.